# UThukela (Distrikt)
uThukela (auch Uthukela, englisch uThukela District Municipality) ist ein Distrikt innerhalb der südafrikanischen Provinz KwaZulu-Natal. Der Sitz der Distriktverwaltung befindet sich in Ladysmith.
Der Distrikt ist nach dem Tugela (isiZulu uThukela) benannt, einem der größten Flüsse in KwaZulu-Natal.

## Lage
Der Distrikt liegt im Westen der Provinz und grenzt innerhalb dieser an die Distrikte Amajuba, Umzinyathi und Umgungundlovu. Seine westliche Grenze schließt an die Provinz Free State und an den Nachbarstaat Lesotho an.

## Gliederung
Die Distriktgemeinde wird von folgenden Lokalgemeinden gebildet:
- Alfred Duma
- Inkosi Langalibalele
- Okhahlamba

Am 3. August 2016 wurden die Lokalgemeinden Emnambithi-Ladysmith und Indaka zur Lokalgemeinde Alfred Duma zusammengelegt, die Lokalgemeinden Imbabazane und Umtshezi fusionierten zur Lokalgemeinde Inkosi Langalibalele.

## Demografie
Nach der Volkszählung von 2011 hatte der Distrikt 668.848 Einwohner in 147.286 Haushalten auf einem Gebiet von 11.326 Quadratkilometern. Davon waren 98,1 % schwarz, 2,4 % indischstämmig, 1,7 % weiß und 0,6 % Coloureds.

## Naturschutzgebiete und Wildreservate
- Rugged Glen Nature Reserve
- Wagendrift Nature Reserve
- Weenen Game Reserve
- Moor Park Game Reserve